# Robert Holme
Robert Muir „Bob” Holme (ur. 6 czerwca 1969 w Denver w stanie Kolorado) – amerykański skoczek narciarski. Dwukrotny olimpijczyk (1992 i 1994), uczestnik mistrzostw świata seniorów (1993) i mistrzostw świata juniorów (1987).

## Biografia
13 grudnia 1986 w Lake Placid zadebiutował w konkursie Pucharu Świata, zajmując 66. miejsce. W latach 1986–1993 wystąpił w 23 zawodach tego cyklu (z czego 5 razy odpadał w kwalifikacjach), jednak ani razu nie zdobył punktów, najwyżej, bo na 35. pozycji, plasując się 14 marca 1993 w Oslo. Wziął również udział w pierwszej w historii edycji Letniej Grand Prix w skokach narciarskich, odpadając w kwalifikacjach do wszystkich 3 konkursów indywidualnych.
W 1987 wystartował w mistrzostwach świata juniorów, gdzie był 40. indywidualnie i 14. drużynowo. Z kolei w 1993 wziął udział w mistrzostwach świata seniorów w Falun – indywidualnie był 32. (skocznia normalna) i 51. (obiekt duży).
Dwukrotnie uczestniczył w zimowych igrzyskach olimpijskich – w 1992, plasując się indywidualnie na 36. (skocznia duża) i 51. miejscu (obiekt normalny), a drużynowo był 12., oraz w 1994, gdy wystartował tylko w konkursach indywidualnych, zajmując w nich 35. (skocznia normalna) i 50. (obiekt duży) miejsce.
Zajmował miejsca w czołowej „dziesiątce” zawodów Pucharu Europy oraz Pucharu Kontynentalnego.
W 1993 zdobył srebrny medal mistrzostw Stanów Zjednoczonych na skoczni normalnej.
Po zakończeniu kariery zawodniczej został między innymi trenerem snowboardingu.